# Sicco Mansholt
Sicco Leendert Mansholt (Ulrum, 13 de setembro de 1908 - Wapserveen, 30 de junho de 1995) foi presidente da Comissão Europeia entre 1972 e 1973. Ele foi também Comissário Europeu para a Agricultura de 1958 até 1972.

## Vida
Mansholt veio de uma família socialista de agricultores da província holandesa de Groningen. Tanto o seu pai como o seu avô foram apoiantes dos primeiros dirigentes socialistas, como Multatuli, Domela Nieuwenhuis e Troelstra. O seu pai, Lambertus H. Mansholt, foi delegado do partido socialista SDAP, na câmara provincial de Groningen. A sua mãe, Wabien Andreae, filha de um juiz, em Heerenveen, foi uma das primeiras mulheres a ter estudado Ciências Políticas. Ela organizou reuniões políticas para outras mulheres, geralmente nas suas próprias casas. Mansholt estudou em Groningen e depois foi para Deventer, estudar na Escola Superior de Agricultura Tropical, onde estudou para se tornar agricultor de tabaco.
Ele mudou-se para Java nas Índias Orientais Holandesas, hoje Indonésia, e começou a trabalhar numa plantação de chá. Voltou para os Países Baixos em 1936, descontente com o sistema colonial. Ele queria ser agricultor e mudou-se para Wieringermeer, uma pólder recuperada em 1937. Lá, ele começou a sua própria exploração. Lá, ele tornou-se, também, um membro do SDAP, como secretário do partido local. Ele teve várias funções públicas para o SDAP em Wieringermeer, incluindo  prefeito da comunidade de Wieringermeer. Nos anos da Segunda Guerra Mundial, foi um membro ativo da Resistência. Ele ajudou as pessoas que estavam em grande perigo a esconderem-se no Wieringermeerpolder; clandestinamente, organizou a distribuição de comida para as províncias ocidentais. Imediatamente após a guerra, em junho de 1945, o Primeiro-ministro Schermerhorn do partido socialista PvdA pediu-lhe para integrar no seu gabinete como Ministro da Agricultura, das Pescas e da Distribuição Alimentar. Ele era o membro mais jovem de um governo, com apenas 36 anos.
Ele foi membro de 6 governos no total: Schermerhorn-Drees, em 1945; Beel, em 1946; Drees-Van Schaik, em 1948; e outras três governações de Drees: 1951, 1952 e 1956. Como Ministro da Agricultura durante este tempo, ele foi um dos principais arquitetos da Política Agrícola Comum da Comissão Europeia. Em 1958, ele tornou-se num dos Comissários da nova Comissão Europeia. Foi Comissário para a Agricultura, modernizou a Agricultura Europeia e vice-presidente da instituição. Ele tornou-se Presidente da Comissão Europeia, em 22 de março de 1972, e continuou nessa posição até 5 de janeiro de 1973. Durante esse tempo, ele foi fortemente influenciado pelo Clube de Roma.
Em 1954, o debate parlamentar sobre o orçamento para o Ministério da Agricultura foi adiado: o ministro foi fazer patinação no gelo ao longo de 200 km em Elfstedentocht, na província holandesa de Frísia. Ele patinou nesta famosa corrida de patinação no gelo duas vezes na sua vida.
Ele casou-se com Henny J. Postel em 1938, e tiveram dois filhos e duas filhas. Sicco viveu os seus últimos anos de vida numa velha fazenda histórica na tranquila aldeia de Wapserveen, na província de Drenthe (nordeste dos Países Baixos). Ele morreu lá no dia 30 de junho de 1995. A sua filha Lideke morreu em 1995, com 53 anos de idade.